# Wimmenau
Wimmenau je občina v departmaju Bas-Rhin francoske regije Alzacija.
Leta 1990 je v občini živelo 1 012 oseb oz. 49 oseb/km².